# 马玉璞
马玉璞（1962年—），河南偃师人，汉族，中华人民共和国政治人物、第十二届全国人民代表大会河南地区代表。
毕业于北京化工大学高分子材料专业。加入中国共产党。2013年，担任全国人大代表。==生平 ==
2018年2月24日，当选为第十三届全国人大代表。